# Jeronimo
Pour les articles homonymes, voir Mardaga (homonymie).
 (février 2024).
Si vous disposez d'ouvrages ou d'articles de référence ou si vous connaissez des sites web de qualité traitant du thème abordé ici, merci de compléter l'article en donnant les références utiles à sa vérifiabilité et en les liant à la section « Notes et références ».
Jérôme Mardaga, mieux connu sous son pseudonyme Jeronimo, est un guitariste et chanteur belge né à Liège le 30 septembre 1972.

## Biographie

### Débuts
Fréquentant les scènes de la région de Liège depuis les années 1980, notamment en tant que guitariste du groupe Sealane, Jérôme Mardaga acquiert une notoriété auprès du grand public au début des années 2000, notamment par la diffusion de Mon éternel petit groupe sur Radio 21, sous le nom de Jeronimo. Avec le label indépendant Anorak Supersport, il forme l'ternel petit groupe, trio élaboré autour d’une basse, d’une batterie et d’un clavier. L'album Un monde sans moi sort en Belgique en avril 2002.

### Carrière
Le groupe se produit d'abord au Dour Festival, aux Nuits Botanique, au Printemps de Bourges et aux Francofolies de Spa. Après un passage en Suisse, en Espagne et au Canada, le groupe enregistre un album live à l'Orangerie du Botanique à Bruxelles puis participe à des concerts Olympia et à l'Ancienne Belgique. La tournée rebaptisée « l'éternel petit tour » compte plus de 200 dates. Après avoir présenté le disque 12h33 au Cirque Royal de Bruxelles, le groupe continue sa tournée en Wallonie puis en France. Le disque reçoit le prix Rapsat-Lelièvre à Montréal et le groupe donne des prestations aux FrancoFolies de Montréal et au Coup de cœur Francophone en 2006. Ce prix fait suite au prix « Chanson française » décerné par les Octaves de la musique en 2005.
Jérôme Mardaga participe à des sessions d'enregistrements pour les albums de Miam Monster Miam (Have a Cup, L'Homme Libellule), de Sophie Galet (Cyclus), de Juan d'Outremont (Bambi is dead) et de Jacques Duvall (The cowboy and the callgirl) chez Freaksville Record. Le groupe effectue ensuite la « Tournée Débranchée ». Au printemps 2007, Mark Gardener and The Full Band Sonic font une tournée européenne. Jeronimo enregistre de nouvelles compositions à l'été en Italie au studio Fabbrica di Plastica (Gattatico). En 2008, Jérôme Mardaga rejoint le groupe corso-liégeois Saint André. Ensuite Jeronimo repart en Italie achever « Mélodies Démolies » et est invité au festival de Dour. L'album sort à l'automne. Le groupe se produit au Cirque Royal et à l'Ancienne Belgique avant les festivals de 2009. Début 2009, Jeronimo se produit à Londres dans Soho ainsi que peu après dans l'Ancienne Belgique. À l'automne Jérôme Mardaga rejoint Saint André aux studios ICP pour l'enregistrement d'un second album réalisé sous la houlette de Jean-Louis Pierrot. Jérôme Mardaga joue dans le groupe belge The engines Of Love qui se produit occasionnellement en Belgique. Il participe également à l'enregistrement de l'album Hermetic du même groupe qui sort début 2011. Début de 2010, Jerome Mardaga annonce la fin de l'aventure Jeronimo et réalise un dernier concert à la Chapelle de Mons. Jerome rejoint Phantom feat. Lio pour une date à Bruxelles puis se produit avec Phantom feat. Marie-France à Londres[incompréhensible]. Ensuite Jérôme Mardaga rejoint les Loved Drones de Miam Monster Miam qui se produit à Bruxelles et à Paris. Peu après, il rompt avec le groupe Saint André.
Jérôme Mardaga quitte le label Anorak Supersport fin 2010. Il participe régulièrement à des sessions studios ainsi que des scènes pour Freaksville Record. À partir de 2011, il collabore au sein des Experts en Désespoir de Jacques Duvall, avec qui il effectue une tournée qui passe par le Cirque Royal de Bruxelles. Il intègre les Obstacles, groupe de Marc Morgan, et réalise à Berlin l'album Beaucoup vite loin. Entre-temps, Jérôme Mardage lance les bases de Tympan. Jérôme Mardaga s'associe à Marc Dixon pour le temps d'un album, Jours sombres Nuits blanches, qui sort en 2012. La même année, il réalise "Zinzin et rejoint les Loved Drones le temps d'un concert en octobre 2012. Ensuite, Jérôme réalise le premier album de Li-Lo*, By The Way. Puis il rejoint l'ancien Mud Flow Olivier Juprelle pour réaliser son premier album Le Bruit et la Fureur et l'accompagner en tournée comme guitariste. Il retourne vers la scène avec Hugo Chastanet.

## Composition du groupe
- 2002-2007 :
  - Jeronimo : voix, guitare, basse, clavier, harmonica
  - Thomas Jungblut : batterie
  - Sacha Symon : basse
  - Fools : ingénieur du son
- 2008-2009 :
  - Jeronimo : voix, guitare, clavier
  - Thomas Jungblut : batterie
  - Calogero Marotta : basse
  - Gaëtan Streel : guitare, clavier, chœurs
  - Gabriel Dozin : ingénieur du son
  - Doumont Xavier : Clavier, mellotron

## Discographie
- Un monde sans moi (2002)[1]
- Live (2002)
- 12h33 (2005)
- Mélodies Démolies (2008)[2]
- Zinzin (2013)[3]
- Raid Aérien (2018)[3]